# Repubblica di Albona
La Repubblica di Albona (in croato Labinska republika) fu una repubblica di breve durata, che fu proclamata dai minatori della città istriana di Albona il 7 marzo 1921 durante uno sciopero minerario. Fu organizzata durante quella che è stata descritta come la prima rivolta antifascista al mondo.
È possibile che l'idea di una "Repubblica di Albona" derivasse dal fatto che in epoca romana l'amministrazione locale cittadina fosse chiamata "respublica", come attestato da una lapide ritrovata in loco. L'amministrazione locale di Albona fece nominare due funzionari di governo a Roma, capitale dell'Impero.

## Storia
Con il crollo dell'Impero austro-ungarico dopo la fine della prima guerra mondiale, all'Italia furono assegnate le regioni dell'Istria e parti della Dalmazia come parte del trattato di Saint-Germain come promesso nel Patto di Londra dalla Triplice intesa. L'Italia iniziò a rivitalizzare e sfruttare la popolazione e il potenziale economico dei territori occupati.
Prima della marcia su Roma di Mussolini in Italia, i fascisti occuparono la sede del Comitato dei lavoratori a Trieste nel 1921, lo incendiarono e attaccarono i rappresentanti del sindacato minerario di Arsia. Spinta da questo evento e dal carattere sfruttatore dei proprietari della miniera, la Società Anonima Carbonifera Arsa proclamò uno sciopero generale di circa 2 000 minatori.
Una delle cause dello sciopero fu la decisione dei proprietari della miniera di non pagare una gratifica per il febbraio 1921, poiché i minatori avevano preso una giornata di vacanza per celebrare la Candelora il 2 febbraio, sebbene la direzione l'avesse abolita come festività. "Per i minatori la Candelora era, accanto alla festa di Santa Barbara, il giorno più importante perché il 2 febbraio simboleggiava la luce".

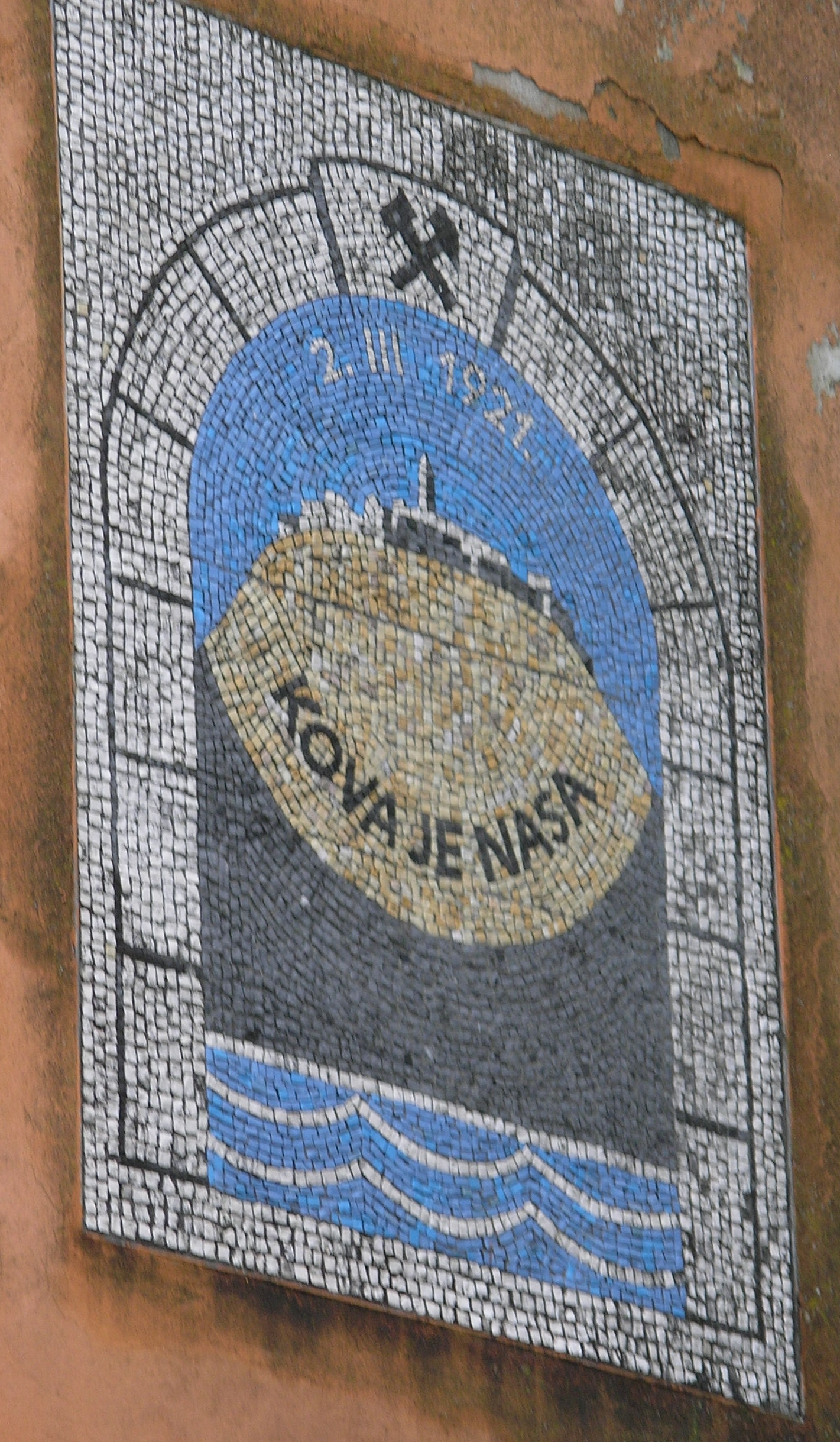
Mosaico commemorativo della rivolta dei minatori di Albona nel 1921. Lo slogan significa: "La miniera è nostra".

Gli uomini erano di origini diverse: croati, sloveni, italiani, tedeschi, cechi, slovacchi, polacchi e ungheresi. Erano guidati da Giovanni Pippan, inviato dal Partito Socialista Italiano da Trieste. Tuttavia, il 1º marzo 1921, Pippan fu catturato da un gruppo di fascisti alla stazione ferroviaria di Pisino, dove fu picchiato. La notizia arrivò ad Albona il giorno seguente e il 3 marzo i minatori si radunarono e decisero di occupare la miniera in risposta. Grazie anche all'arrivo dei contadini dalle campagne circostanti, fu organizzata una Guardia Rossa come forza di sicurezza incaricata di mantenere l'ordine.
I minatori proclamarono la repubblica nelle miniere occupate il 7 marzo con lo slogan Kova je naša ("La miniera è nostra"). Organizzarono un governo e la Guardia Rossa come protezione dalle forze dell'ordine italiane e iniziarono a gestire da soli la produzione delle miniere con il supporto di una sezione di agricoltori.
L'8 aprile 1921 l'amministrazione italiana in Istria, rispondendo alle richieste di intervento dei proprietari delle miniere, decise di sopprimere la repubblica con la forza militare. Un migliaio di soldati circondarono la miniera e alla fine riuscirono a riconquistarla dopo aver soppresso la forte resistenza dei minatori. I minatori arrestati furono mandati nelle carceri di Pola e Rovigno. L'accusa indicò 52 minatori. Gli avvocati Edmondo Puecher, Guido Zennaro ed Egidio Cerlenizza difesero con successo gli imputati, e la giuria emise un'assoluzione.

## Conseguenze

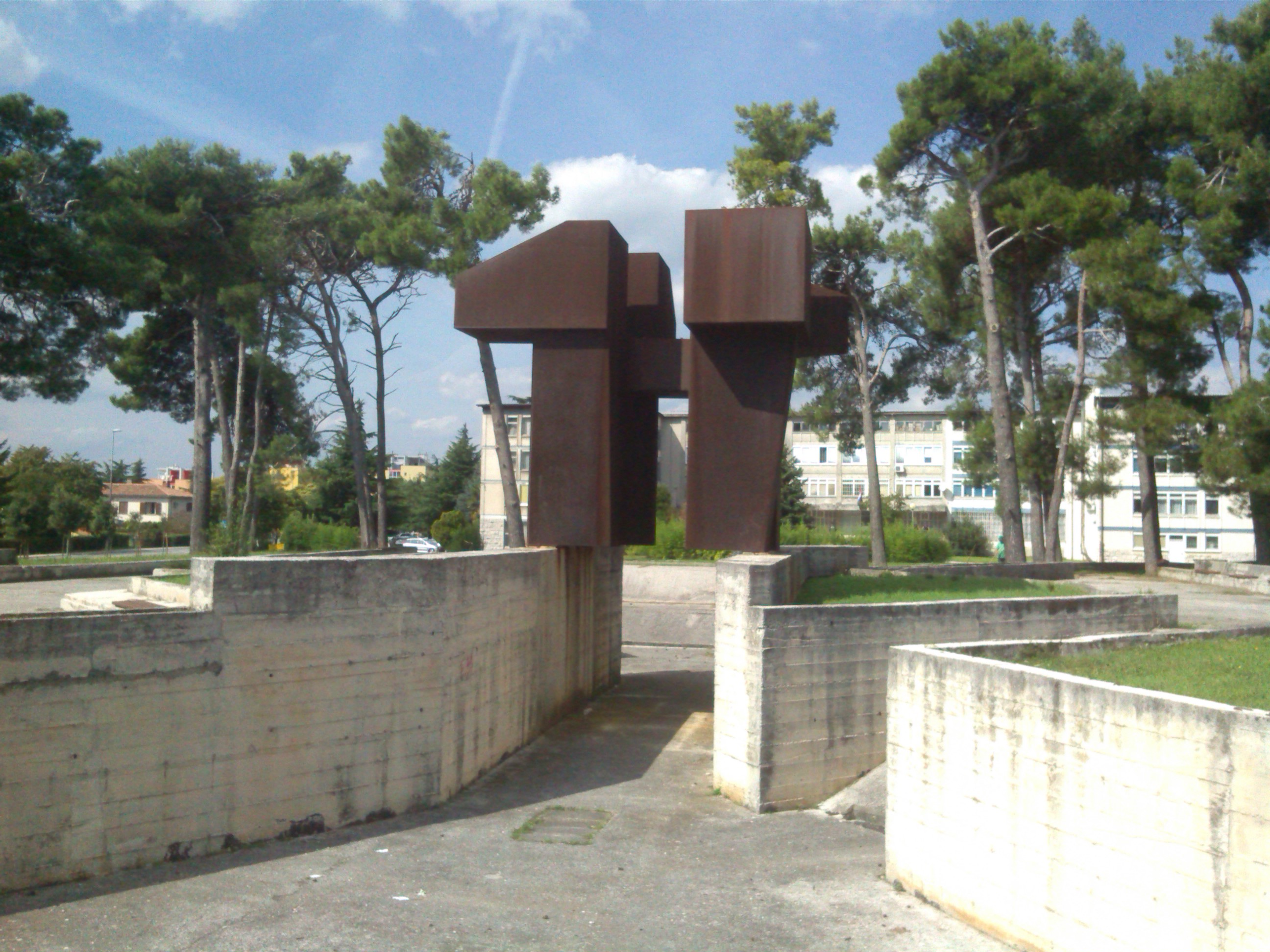
Memoriale ad Albona dedicato ai partigiani jugoslavi caduti, alle vittime del fascismo e alle vittime della soppressione della Repubblica di Albona

Sebbene mai proclamata, la Repubblica di Albona aveva lasciato cicatrici irreparabili sull'Albonese, ed ebbe un'eco molto più ampia. Questo insieme di eventi dovrebbe essere interpretato nel contesto delle circostanze dell'epoca, in particolare nella penisola italiana e nell'Europa centrale. La resistenza armata multietnica, ma unica, al fascismo travolgente aprì la strada all'antifascismo.
La storia della Repubblica di Albona è stata oggetto di un film jugoslavo del 1985, Crveni i crni, in italiano Il rosso e il nero.